# Le Gerfaut des brumes
Pour les articles homonymes, voir Le Gerfaut (homonymie).
Le Gerfaut des brumes est une série de quatre romans de Juliette Benzoni parus de 1976 à 1981 publiée aux éditions de Trévise, puis en poche aux éditions J'ai lu et enfin chez Pocket. 
Une adaptation télévisuelle, avec Laurent Le Doyen et Marianne Anska, a été réalisée par Marion Sarraut en 1987.

## Histoire
Enfant bâtard né d'un père qu'il n'a jamais connu et d'une mère aussi bigote que sévère, le jeune Gilles Goëlo deviendra prêtre. Sa mère en a ainsi décidé.
S'il ne l'entend pas de cette oreille, le jeune Gilles, au caractère impétueux, n'a plus le choix : il faut qu'il quitte la Bretagne.
Des champs de bataille de la guerre d'indépendance aux ors de la cour de Versailles, le jeune pêcheur breton va retrouver peu à peu son identité, et côtoyer les plus grands personnages de son époque. Il va aussi vivre de terribles événements, et parcourir le monde à la recherche de l'amour et de l'aventure.

## Romans
- Le Gerfaut (1976)
- Un collier pour le diable (1978)
- Le Trésor (1980)
- Haute-Savane (1981)

## Adaptation
- Le Gerfaut, une série de 30 épisodes réalisée par Marion Sarraut en 1987, avec Laurent Le Doyen et Marianne Anska.